# Saint-Marcel-de-Careiret
Saint-Marcel-de-Careiret là một xã ở tỉnh Gard. Xã này có diện tích 10,17 kilômét vuông, dân số năm 2011 là 779 người. Khu vực này có độ cao trung bình 202 mét trên mực nước biển.